# Bahabón de Esgueva
Bahabón de Esgueva es un municipio y localidad española situada en la provincia de Burgos, comunidad autónoma de Castilla y León, comarca de Ribera del Duero, subcomarca del valle del Esgueva, partido judicial de Aranda.

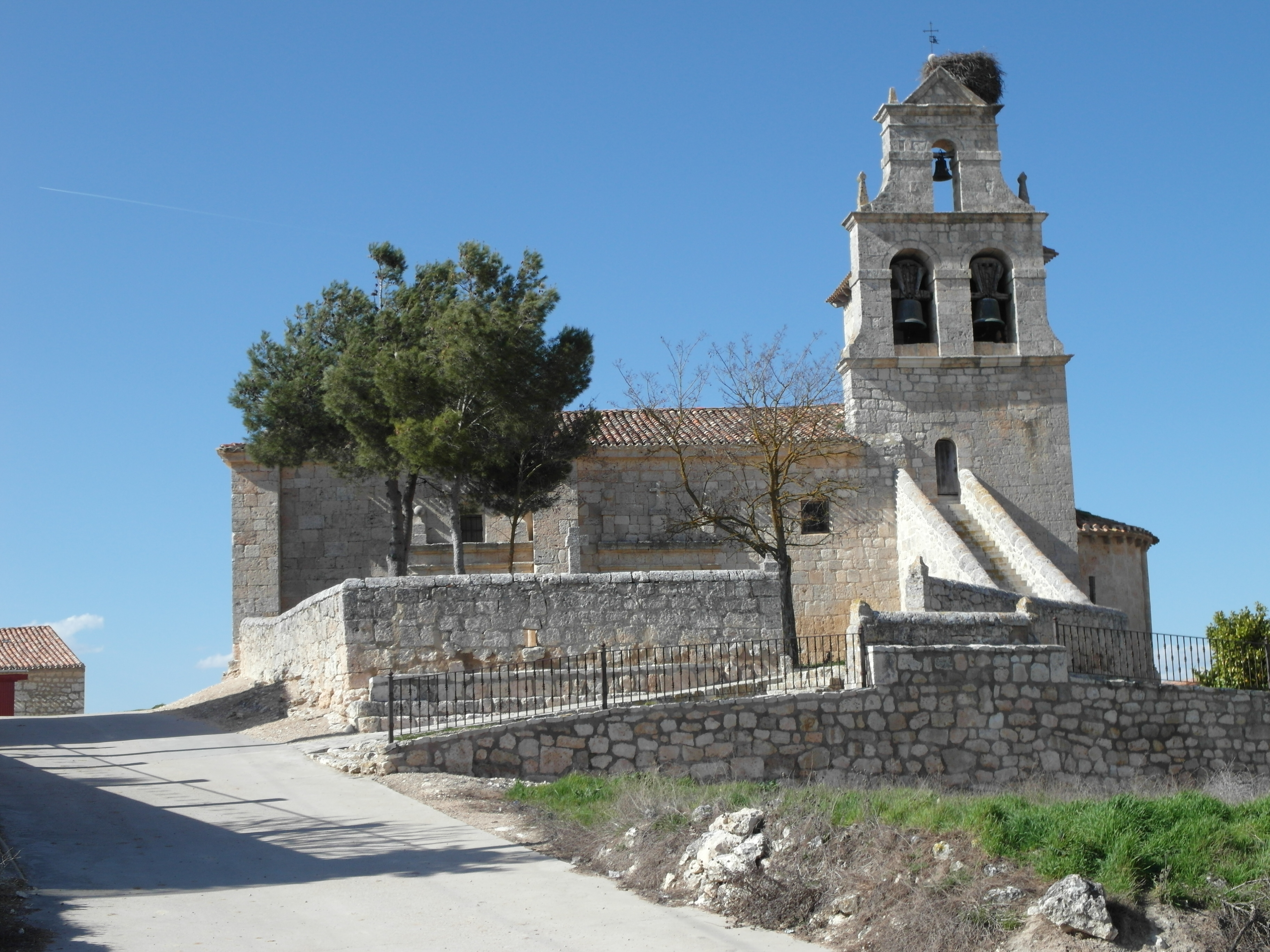
Iglesia

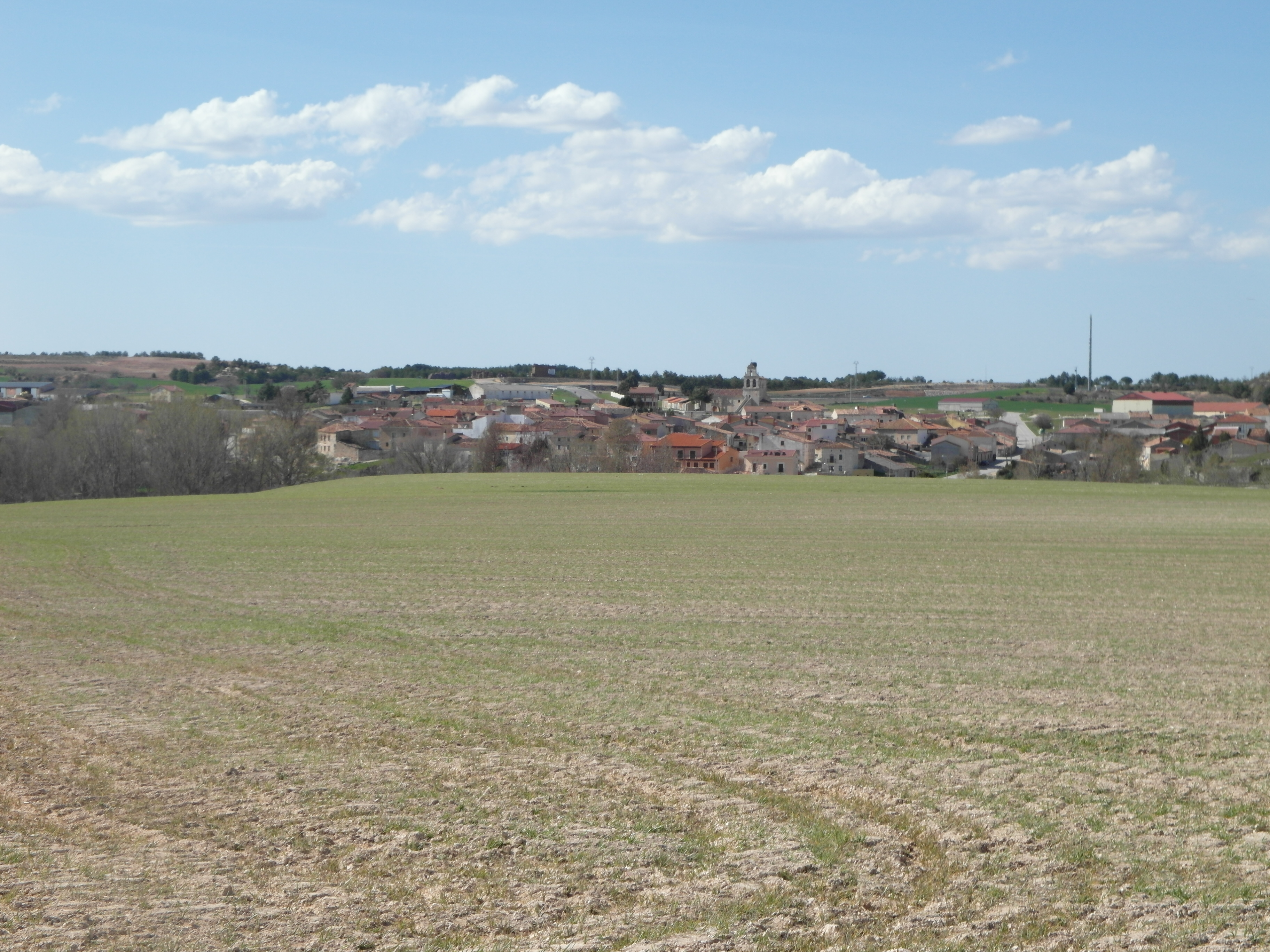
Bahabón de Esgueva

## Geografía
Dista 60 kilómetros de la capital provincial por la Autovía del Norte que atraviesa el término municipal entre los pK 179 y 184. 
Está situado en el suroeste de la provincia de Burgos, concretamente en el valle del río Esgueva (subcomarca de la Ribera del Duero). 
Se encuentra en un terreno labrado por el río Esgueva que lo atraviesa de este a este, con algunas ondulaciones al noreste y el llamado Monte de Bahabón al sur, que da paso al valle del Duero. El municipio está a una altitud de 923 metros sobre el nivel del mar. 
| Noroeste: Comunidad de la Aynosa                     | Norte: Fontioso | Noreste: Pineda Trasmonte                 |
| Oeste: Santibáñez de Esgueva, Comunidad de la Aynosa |                 | Este: Pineda Trasmonte, Pinilla Trasmonte |
| Suroeste: Santibáñez de Esgueva                      | Sur: Oquillas   | Sureste: Oquillas                         |

## Historia
Villa denominada entonces Bahabón, encuadrada en la categoría de pueblos solos del partido de Aranda de Duero, jurisdicción de señorío ejercida por el duque de Osuna que nombraba su alcalde ordinario.
A la caída del Antiguo Régimen, queda constituido como ayuntamiento constitucional del mismo nombre, en el partido de Lerma perteneciente a la región de Castilla la Vieja. Contaba entonces con 195 habitantes.

## Demografía
Bahabón de Esgueva cuenta con una población de 84 habitantes (INE 2024).
| Gráfica de evolución demográfica de Bahabón de Esgueva entre 1842 y 2021 |
| |
| Población de derecho según los censos de población del INE. Población de hecho según los censos de población del INE.En estos censos se denominaba Bahabón: 1842, 1857 y 1860. |

## Patrimonio
- Iglesia parroquial de Nuestra Señora de la Asunción
- Ermita de Valdepinillos
- Ermita de Henosa
- Restos del Castillo
- Puente sobre el Esgueva
- Pilón
- Bodegas
- Blasones
- Casa consistorial

## Tradiciones y fiestas
- Santa Águeda, 5 de febrero.
- Las Marzas, 1 de marzo.
- San Isidro Labrador, 15 de mayo.
- Romería de la Virgen de Valdepinillos
- Romería de la Virgen de Henosa
- Nuestra Señora de la Asunción, 15 de agosto.
- San Roque, 16 de agosto.

Las Marzas
Una de las tradiciones que se conserva son los cantos de Las Marzas. Las Marzas son entre otras cosas unos cantos petitorios, es decir, que tras haberlos cantado, los mozos acuden a casa de los vecinos, una a una, para pedir y sacar viandas para poder hacer una merienda.
Mucho  tiempo después de que se considerara a enero como comienzo oficial del  año, el 1 de marzo seguía siéndolo para mucha gente. Los romanos en un  principio comenzaban el año en este mes ya que su calendario era lunar.  Posteriormente se cambiaría al cómputo solar con el sistema de año  juliano.       
Afortunadamente este comienzo de año agrícola y comienzo de la primavera, permaneció de forma pagana en nuestros pueblos celebrándose fiestas con ritos y cantos y festejos  diversos. Probablemente es la más antigua de todas las tradiciones que  tenemos, y además ha sido hasta hoy de tipo oral.